# Fire/Jericho
Fire/Jericho је четврти сингл британског бенда The Prodigy. Прво издање појавило се у облику 7" винил плоче, 7. септембра 1992. године.
Сингл је садржао поднаслов "чудновато ограничено издање" због 12" винилне плоче која је повучена након две недеље. 12" издање је повучено како би се пажња усмерила на деби албум Experience неколико месеци касније. И када је сингл реиздат овај поднаслов је остао.
Видео-спот је режирао Расел Симонс (Russel Simmons), али је бенд сматрао да је толико лош да је забранио његово приказивање. Спот је ипак доспео на XL-ову комилацију "The Video Chapter". С обзиром на његову реткост, спот је касније био доста гледан од стране фанова.

## Списак песама

### XL

#### 7" винил плоча
A. Fire (Edit) (3:21)
B. Jericho (Original Version) (3:47)

#### 12" винил плоча
1. Fire (Burning version) (4:42)
2. Fire (Sunrise version) (5:05)
3. Jericho (Original version) (3:47)
4. Jericho (Genaside II remix) (5:45)

#### CD сингл
1. Fire (Edit) (3:21)
2. Jericho (Original Version) (3:47)
3. Fire (Sunrise Version) (5:05)
4. Jericho (Genaside II Remix) (5:45)

### Elektra CD сингл
1. Fire (Edit) (3:21)
2. Jericho (Original Version) (3:47)
3. Fire (Sunrise Version) (5:05)
4. Jericho (Genaside II Remix) (5:45)
5. Pandemonium (4:25)